# 이바라키현
이바라키현(일본어: 茨城県 이바라키켄[*], 문화어: 이바라기현)은 일본 간토 지방 북동부에 있는 현이다. 현청 소재지는 미토시이다. 현 남부에 일본을 대표하는 학술 연구, 첨단 산업의 거점인 쓰쿠바시가 있으며, 축구로 유명한 가시마시가 있다.
간토 지방(관동지방)의 북동부에 위치한 현으로 과거 히타치국 전역과 메이지 시기에 지바현에서 이관된 시모사국 사루시마군, 유키군, 도요타군, 오카다군의 전역 및 소마군, 가쓰시카군, 가토리군의 일부로 구성되어 있다.
현의 인구는 2,837,956명(2021년 11월 1일 기준)으로 일본 총인구의 약 2.3%를 차지하고 있으며 시즈오카현에 이어 전국 11위이다. 이바라키현에 뒤잇는 전국 12위는 히로시마현으로 정령지정도시가 있는 양현에 끼이는 순위에 위치하는 형태이지만, 이바라키현은 정령지정도시가 없는 현 중에서 가장 인구가 많은 현이다. 이바라키현 내에 인구 30만 명 이상의 도시는 존재하지 않으며 인구 20만 명 이상의 시도 현청 소재지인 미토시를 포함하여 2개 시, 10만 명 이상 20만 명 미만인 시도 5개 시이며, 나머지 25시 10정 2촌은 10만 명 미만의 시정촌이다. 인구가 특정 도시에 집중되지 않고 현역 전체에 널리 분포하고 있다. 면적은 6,094 km2(가스미가우라·기타우라·우시쿠누마·히누마 등을 포함하지 않는 경우는 5,874.20 km2)로 국토의 약 1.6%를 차지한다. 현내의 시정촌 수는 44개로, 시 32개, 7개 군 아래에 10개의 정과 2개 촌이 있다. 2008년도 기준 현내 총생산은 11조 5157억 엔이다.
현내 각 지역의 연결고리는 옅으며, 현 북부는 히타치시에서 공업화가 진행되었고 태평양이나 야미조 산지가 있는 녹음이 풍부한 지역을 형성한다. 현 중앙부 미토시에는 현청이 있고 오미타마시에 이바라키 공항이 있으며, 히타치나카시는 공업화가 진행되고 있다. 현 동부의 가시마시·가미스시에서는 가시마 임해 공업지대를 형성해 공업화가 진행되고 있다. 현 서부는 간토평야의 중앙부에 해당하는 농업을 중심으로 한 내륙 지역이다. 현 남부는 쓰쿠바 연구 학원 도시가 정비되어 도쿄도 구부의 베드 타운으로 뉴타운 개발도 진행되었다.

## 유래
현 이름인 「이바라키」는 국군리제 시대에 놓인 이바라키군에서 유래한다.「이바라키」의 명칭 자체는 「히타치국 풍토기」까지 거슬러 올라가는 것으로, 동기 서문에는 히타치국 성립 이전에 놓여진 6개의 율령국(신바리·츠쿠바·이바라키·나가·쿠지·타카)의 하나로 보인다. 이 이바라키 국가를 답습하여 성립한 것이 이바라키군이다.
[히타구니 풍토기]의 이바라키 군조에서는 [이바라키]라는 명칭의 유래로서 다음 2가지 설화를 들 수 있다. 하나는 조정에서 파견한 대신(多氏) 일족인 구로사카노미코토가 원주민 적들을 가시밭으로 멸망시켰다는 것이다.  또 다른 설화에서는 구로사카노미코토가 사람들을 악적으로부터 보호하기 위해 가시밭으로 성을 쌓았다고 한다. 이들은 모두 야마토 정권의 세력 확대를 영웅에 가탁한 기원 설화에서 흔히 볼 수 있는 것으로 실제 기원은 자세하지 않다. 이상의 설화를 제외하고 '가시나무가 난 지역'을 가리킨 호칭으로 보는 설도 있다.
『와나초』에 따르면 이 이바라키군 내에는 특히 '이바라키향'이 존재하고 있다. 이 이바라키향의 비정지는 이시오카시 이바라키라는 설이 유력하고, 이 땅은 히타치국의 후루쿠니후나 이바라키군의 군가도 두었다고 추정되는 정치적 중심지이기도 하다. 또한 부근의 이바라키 폐사터(바라키 하이지터)에서는 '바라키 절'이라는 묵서를 가진 토기가 출토되고 있어 '이바라키'가 옛날에는 '바라키'라고도 기록된 것이 알려졌다.
메이지 유신 후 번현 병치시대나 폐번치현에는 당초 '이바라키현'은 설치되어 있지 않았다. 그 후 곧바로 행해진 여러 현의 통합에 즈음하여 미토·마츠오카·시시도·가사마·시모다테·시모쓰마의 6개 현을 합쳐 이바라키현이 성립하였다. 이는 미토가 속한 이바라키군을 현 이름으로 채택했기 때문이지만 「미토현」이 되지 않았던 것은 미토번의 신정부에의 공헌도가 인정되지 않았기 때문으로 여겨진다. 미토 주변은 율령제 시대에는 이바라키군이 아니라 나카군에 속했지만 태합검지 때에 이바라키군으로 이관되어 있었다.
「이바라키현」의 「바라키」자는 도도부현 중에서 유일하게 표외 한자 글자체였다(「바라키」의 다리 부분은 「다음」이 아닌 「2결」이 맞다)이지만, 2010년의 상용한자 개정에 의해 상용한자가 되었다.

### 읽기
현명은 「이바라키」라고 읽힌다. 오사카부 이바라키시도 본 현과 같이 「이바라키」이지만, 어느 쪽이나 자주 「이바라키」로 오독되곤 한다. 한편 마찬가지로 현 이름에 '성'이 포함된 미야기현에서는 연탁으로 인해 탁음이 되는 점이 본 현과 다르다. 역사적인 읽기로는 전신인 이바라키군에 대해 『일본명초』에서는 [무바 요시키], 『히타치쿠 국풍토기』의 덴포 10년(1839년)간본에서는 [우바라키]라고 읽는 가나를 달았다. [이바라키]로 읽는 것은 [우바라키]가 전와된 것이 된다.

## 지리
이바라키현은 간토 지방의 북동부로 도치기현과 태평양 사이에 뻗어 있고 북쪽으로 후쿠시마현, 남쪽으로 지바현과 접한다. 또한 남서쪽으로 군마현, 사이타마현과 접한다. 현의 북동부는 산지이나 그외의 대부분은 많은 호수가 있는 평지이다.

## 역사
이바라키현 지역은 예전에 히타치국이었다. 1871년에 현의 이름은 이바라키가 되었다.

## 행정 구역

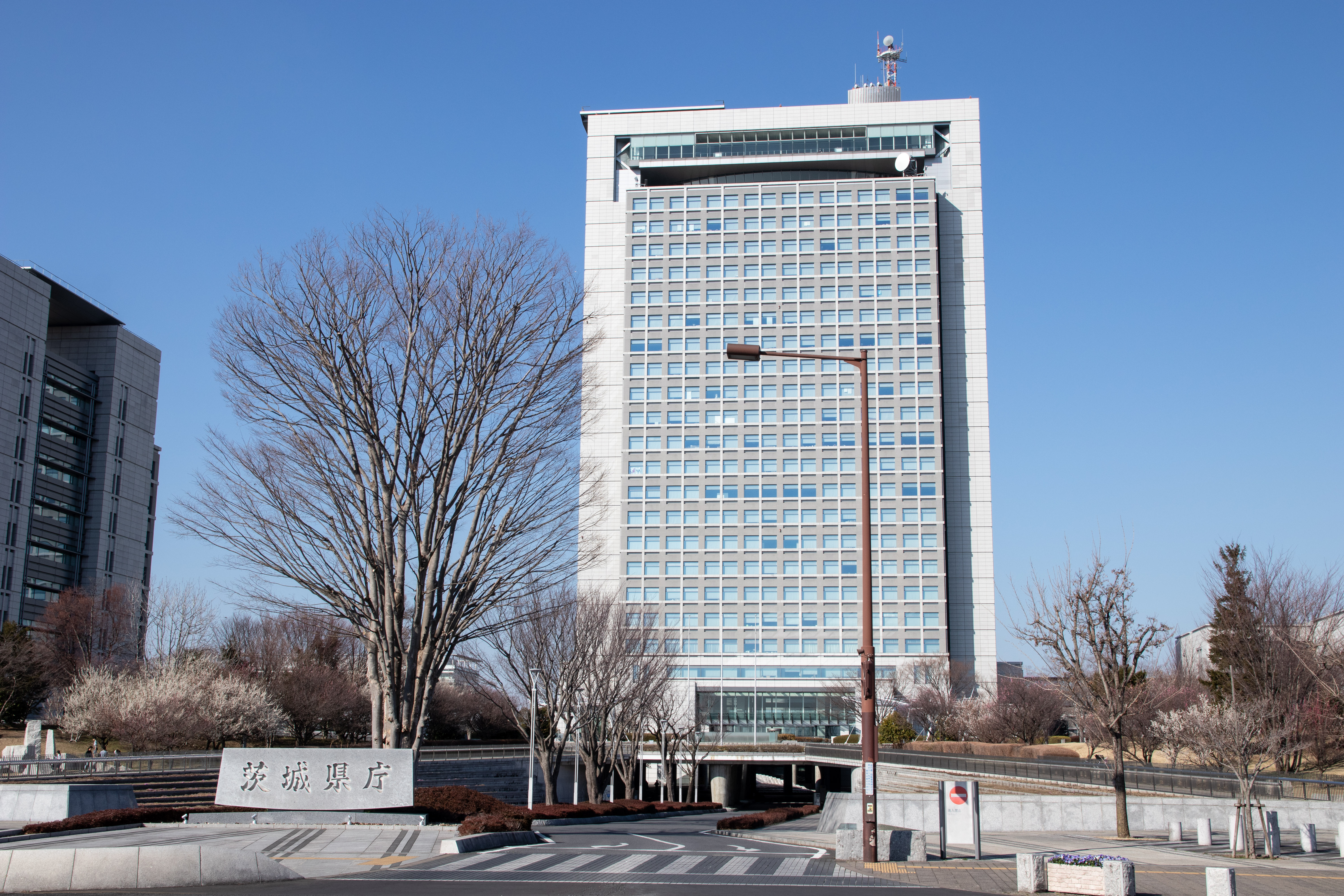
이바라키현청

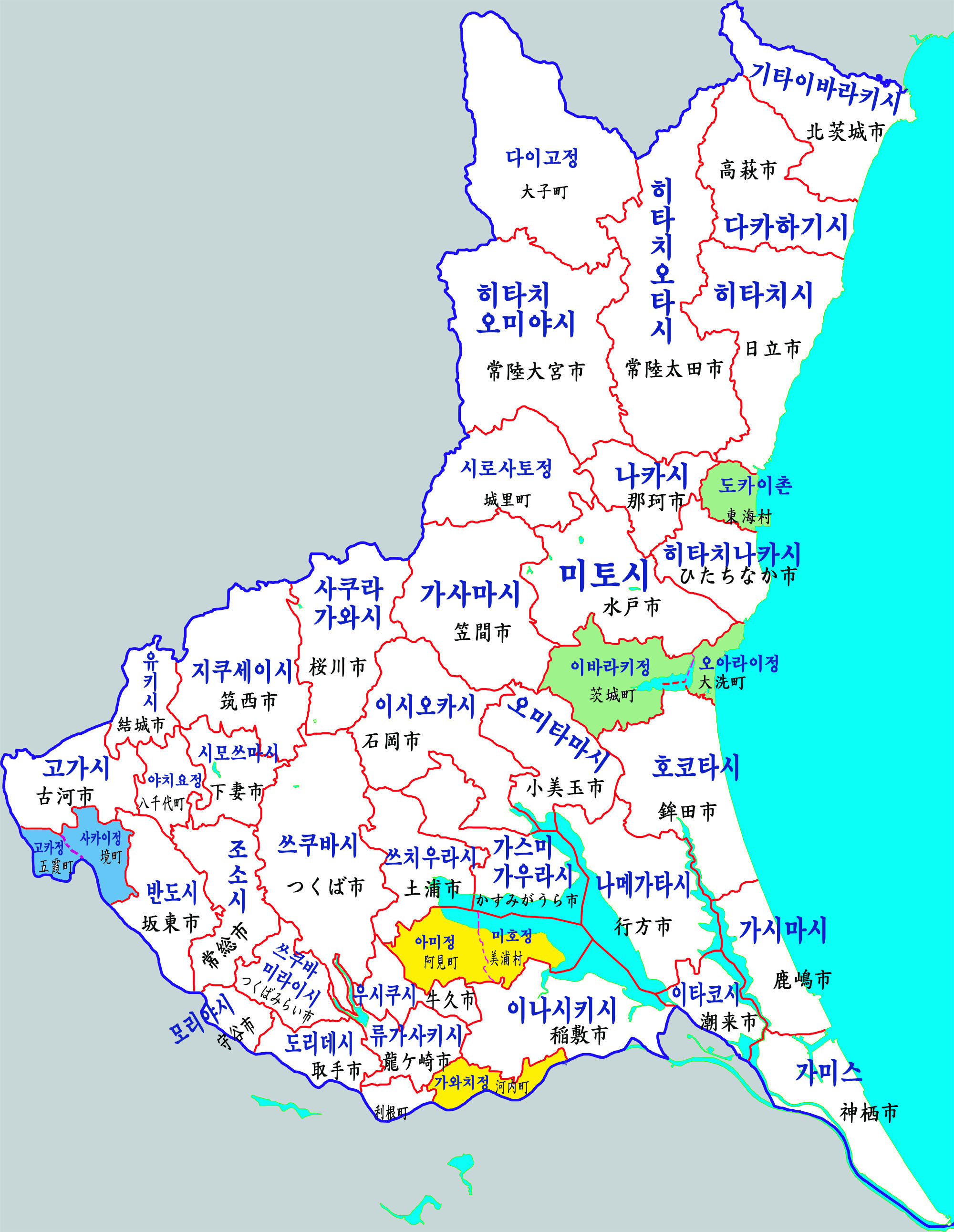
이바라키현의 행정 구역

| - 미토시(水戸市)（265,583명）- 현청 소재지 - 히타치나카시(ひたちなか市)（152,520명） - 가사마시(笠間市)（70,470명） - 오미타마시(小美玉市)（46,664명） - 히가시이바라키군（60,919명） - 이바라키정(茨城町)（29,655명） - 오아라이정(大洗町)（14,610명） - 시로사토정(城里町)（16,654명） - 히타치시(日立市)（161,351명） - 히타치오타시(常陸太田市)（44,248명） - 다카하기시(高萩市)（25,227명） - 기타이바라키시(北茨城市)（38,722명） - 히타치오미야시(常陸大宮市)（36,199명） - 나카시(那珂市)（51,985명） - 나카군(那珂郡)（37,578명） - 도카이촌(東海村)（37,578명） - 구지군(久慈郡)（13,670명） - 다이고정(大子町)（13,670명） - 가시마시(鹿嶋市)（64,251명） - 이타코시(潮来市)（25,806명） - 가미스시(神栖市)（93,492명） - 나메가타시(行方市)（29,610명） - 호코타시(鉾田市)（44,059명） | - 쓰치우라시(土浦市)（141,547명） - 이시오카시(石岡市)（68,698명） - 류가사키시(龍ケ崎市)（74,441명） - 도리데시(取手市)（103,383명） - 우시쿠시(牛久市)（83,268명） - 쓰쿠바시(つくば市)（260,224명） - 모리야시(守谷市)（70,044명） - 이나시키시(稲敷市)（35,817명） - 가스미가우라시(かすみがうら市)（38,417명） - 쓰쿠바미라이시(つくばみらい市)（51,505명） - 이나시키군（71,307명） - 아미정(阿見町)（50,362명） - 가와치정(河内町)（7,302명） - 미호촌(美浦村)（13,643명） - 기타소마군(北相馬郡)（14,875명） - 도네정(利根町)（14,875명） - 고가시(古河市)（136,464명） - 유키시(結城市)（48,707명） - 시모쓰마시(下妻市)（41,273명） - 조소시(常総市)（58,414명） - 반도시(坂東市)（50,596명） - 지쿠세이시(筑西市)（96,844명） - 사쿠라가와시(桜川市)（35,782명） - 유키군(結城郡)（20,263명） - 야치요정(八千代町)（20,263명） - 사시마군(猿島郡)（31,454명） - 고카정(五霞町)（7,555명） - 사카이정(境町)（23,899명） |

## 경제
현의 산업은 원자력과 기타 에너지 산업, 화학, 정밀 기계이다. 히타치 제작소가 이바라키현의 같은 이름을 가진 도시에서 세워졌다.

## 인구
이바라키현의 인구는 도쿄 대도시권의 확장으로 조금씩 증가하고 있다.
|                                                | |
| 이바라키현의 전국의 연령별 인구 분포（2005년） | 이바라키현의 연령·남녀별 인구 분포（2005년）                                                                           |
| ■자주색 ― 이바라키현 ■녹색 ― 일본전국          | ■파랑색 ― 남자 ■빨간색 ― 여자                                                                                          |
| · 이바라키현의 인구추이                        | |
| 일본 총무성 통계국 국세조사 결과               | |
|                                                | 기술적 문제로 인해 그래프를 일시적으로 사용할 수 없습니다. 파브리케이터와 미디어위키 위키에 더 자세한 정보가 있습니다. |

| 연도  | 인구      | ±% p.a. |
| ----- | --------- | ------- |
| 1890  | 1,025,497 | —       |
| 1903  | 1,200,475 | +1.22%  |
| 1913  | 1,328,329 | +1.02%  |
| 1920  | 1,350,400 | +0.24%  |
| 1925  | 1,409,092 | +0.85%  |
| 1930  | 1,487,097 | +1.08%  |
| 1935  | 1,548,991 | +0.82%  |
| 1940  | 1,620,000 | +0.90%  |
| 1945  | 1,944,344 | +3.72%  |
| 1950  | 2,039,418 | +0.96%  |
| 1955  | 2,064,037 | +0.24%  |
| 1960  | 2,047,024 | −0.17%  |
| 1965  | 2,056,154 | +0.09%  |
| 1970  | 2,143,551 | +0.84%  |
| 1975  | 2,342,198 | +1.79%  |
| 1980  | 2,558,007 | +1.78%  |
| 1985  | 2,725,005 | +1.27%  |
| 1990  | 2,845,382 | +0.87%  |
| 1995  | 2,955,530 | +0.76%  |
| 2000  | 2,985,676 | +0.20%  |
| 2005  | 2,975,167 | −0.07%  |
| 2010  | 2,969,770 | −0.04%  |
| 2015  | 2,917,857 | −0.35%  |
| 2020  | 2,854,131 | −0.44%  |
| 출처: |           |         |

## 교통

### 철도
- 동일본 여객철도
  - 조반선
    - 조반 쾌속선
    - 조반 완행선

  - 스이군선
  - 미토선
  - 가시마선
  - 도호쿠 본선
    - 우쓰노미야선

  - 도호쿠 신칸센(선로만 있음)
- 가시마 임해 철도
  - 오아라이카시마선
  - 가시마 임항선
- 간토 철도
  - 조소선
  - 류가사키선
- 수도권 신도시 철도
  - 쓰쿠바 익스프레스

### 도로
- 고속도로 - 조반 자동차도, 기타간토 자동차도, 히가시간토 자동차도, 겐오 자동차도

### 항공
- 이바라키 공항

## 문화
이바라키현은 미토시의 낫토, 교와정의 수박, 니시이바라키 지방의 밤으로 알려져 있다. 미토성, 가사마성, 유키성과 같은 고성들이 있다.

## 스포츠

### 축구
- 가시마 앤틀러스
- 미토 홀리호크